# Dial 'M' for Murder (película de 1981)
Dial M for Murder (Dial M for murder en España y La llamada fatal en Venezuela) es un telefilme de suspenso de 1981 dirigida por Boris Sagal y protagonizada por Angie Dickinson, Christopher Plummer y Anthony Quayle. 
Es una adaptación de una película del mismo nombre dirigida por Alfred Hitchcock, que fue adaptado de una obra de teatro policíaca y que fue hecha para televisión.

## Argumento
Tony Wendice es un tenista que está casado. Un día él idea un ingenioso plan para asesinar a su esposa Margot. Sin embargo, en parte debido a la participación de un cómplice, todo sale mal y la policía por ello se entera al final del asunto.

## Reparto
| Actor               | Papel                  |
| ------------------- | ---------------------- |
| Angie Dickinson     | Margot Wendice         |
| Christopher Plummer | Tony Wendice           |
| Anthony Quayle      | Inspector Hubbard      |
| Michael Parks       | Max Halliday           |
| Ron Moody           | Capitán Lesgate        |
| Gerry Gibson        | Sargento Williams      |
| Alan Coates         | Hombre en película     |
| Dwight Schultz      | Director de televisión |

## Recepción
En el presente, la producción cinematográfica ha sido valorada en portales cinematográficos. En IMDb, por ejemplo, con 247 votos registrados el telefilme obtiene una media ponderada de 6,4 sobre 10. En Rotten Tomatoes, los más de 500 votos registrados allí le dieron una media ponderada de 3,9 de 5.